# Oxytropis hypoglottoides
Oxytropis hypoglottoides là một loài thực vật có hoa trong họ Đậu. Loài này được (Baker) Ali miêu tả khoa học đầu tiên.